# Szczelina przy Gładkim Żlebie
Szczelina przy Gładkim Żlebie – jaskinia w Dolinie Kościeliskiej w Tatrach Zachodnich. Wejście do niej znajduje się w północnym zboczu Doliny Smytniej, w Gładkim Żlebie, na wysokości 1250 m n.p.m. Długość jaskini wynosi 15 metrów, a jej deniwelacja 9,5 metrów.

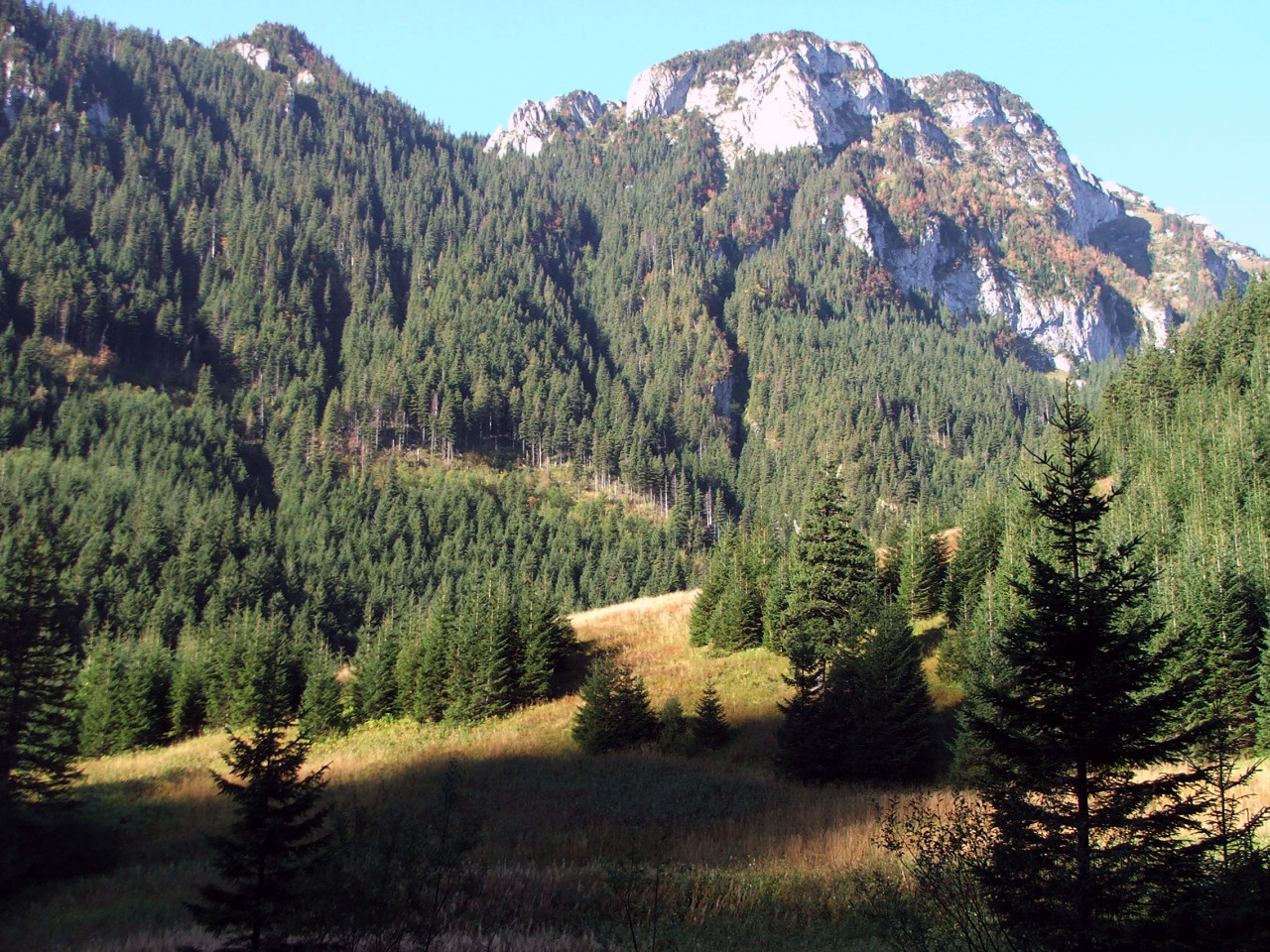
Dolina Smytnia

## Opis jaskini
Jaskinię stanowi idący stromo w górę szczelinowy korytarz zaczynający się w obszernym otworze wejściowym, a kończący 5-metrowym kominem.

## Przyroda
W jaskini nacieki nie występują. Na ścianach brak jest roślinności.

## Historia odkryć
Jaskinię odkrył w lipcu 1990 roku, a następnie sporządził jej opis i plan, W. W. Wiśniewski.